# Alex Molenaar
Alex Molenaar   (Rotterdam, 13 de juliol de 1999) és un ciclista neerlandès, amb arrels catalanes ja que visqué la seva infantesa a Olot i que actualment corre per a l'equip Caja Rural-Seguros RGA en categoria UCI ProTeam. La seva germana Laura Molenaar també és ciclista professional.
Les seves victòries més destacades són la general de la Volta a Romania i una victòria d'etapa al Tour de Langkawi, cursa UCI World Tour.

## Palmarès
Júnior
- 2017
  - 1r a la Tres dies d'Axel

Professional
- 2019
  - 1r a la Volta a Romania
  - Vencedor d'una etapa a la Volta al llac Qinghai
  - Vencedor d'una etapa a la Volta a l'Alta Àustria
- 2022
  - Vencedor d'una etapa al Tour de Langkawi
- 2024
  - Vencedor d'una etapa al Gran Premi Beiras i Serra da Estrela

### Resultats a les Grans Voltes

#### Volta a Espanya
- 2020: 128a posició